# Agaus

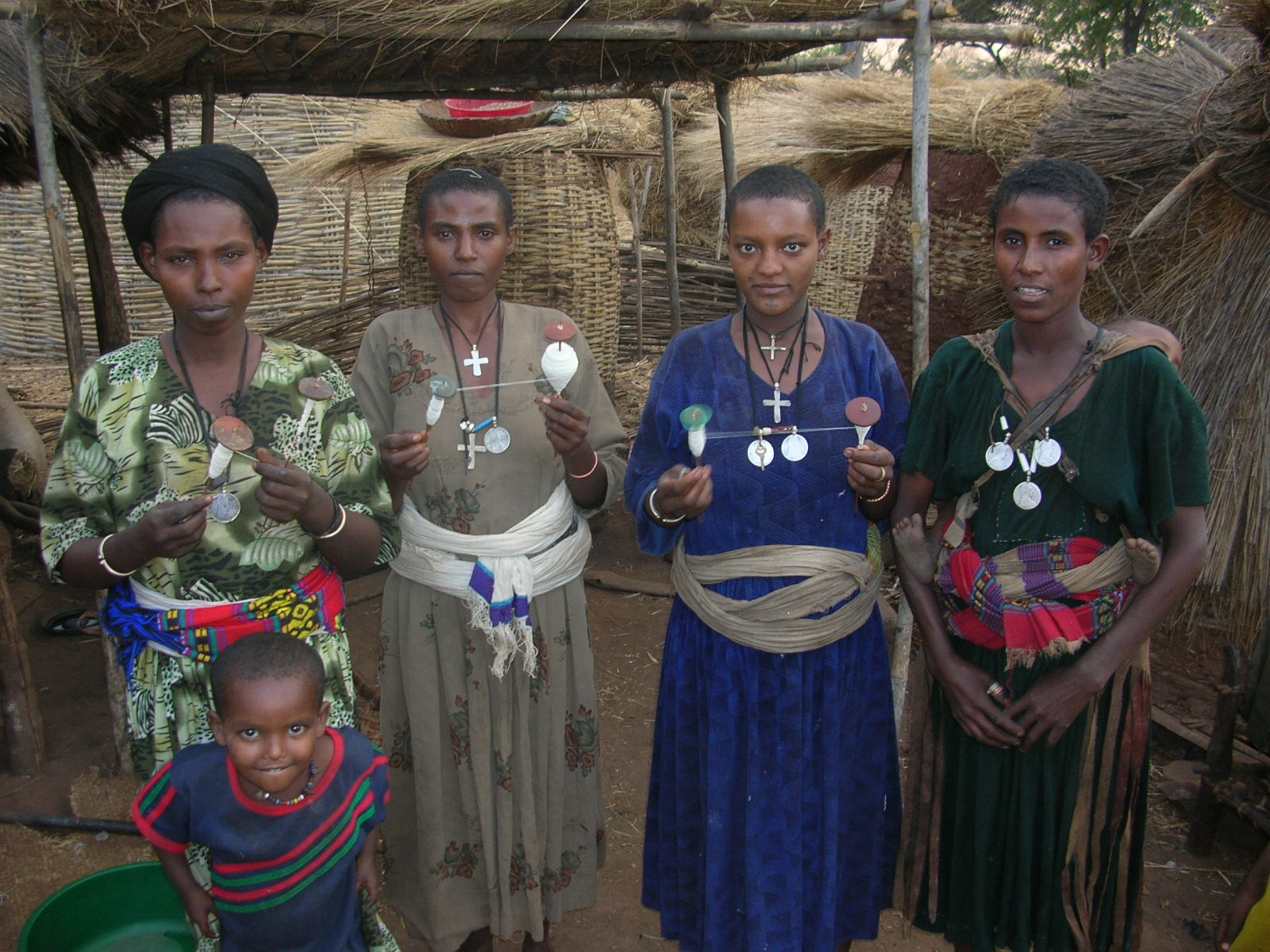
Mulheres Agaus

Agaus (em ge'ez: አገው; romaniz.: Agäw) são um grupo étnico cuchítico da Etiópia, cujos membros são considerados os mais antigos habitantes das terras altas, planaltos e montanhas do país. São falantes das línguas agaus.